# Phyllonorycter drepanota
Phyllonorycter drepanota är en fjärilsart som först beskrevs av Edward Meyrick 1928.  Phyllonorycter drepanota ingår i släktet guldmalar, och familjen styltmalar.
Artens utbredningsområde är Nepal. Inga underarter finns listade i Catalogue of Life.